# 糸島市
糸島市（いとしまし）は、福岡県の最西部に位置する市。福岡地域（都市計画の圏域では福岡都市圏）に属する。

## 地理

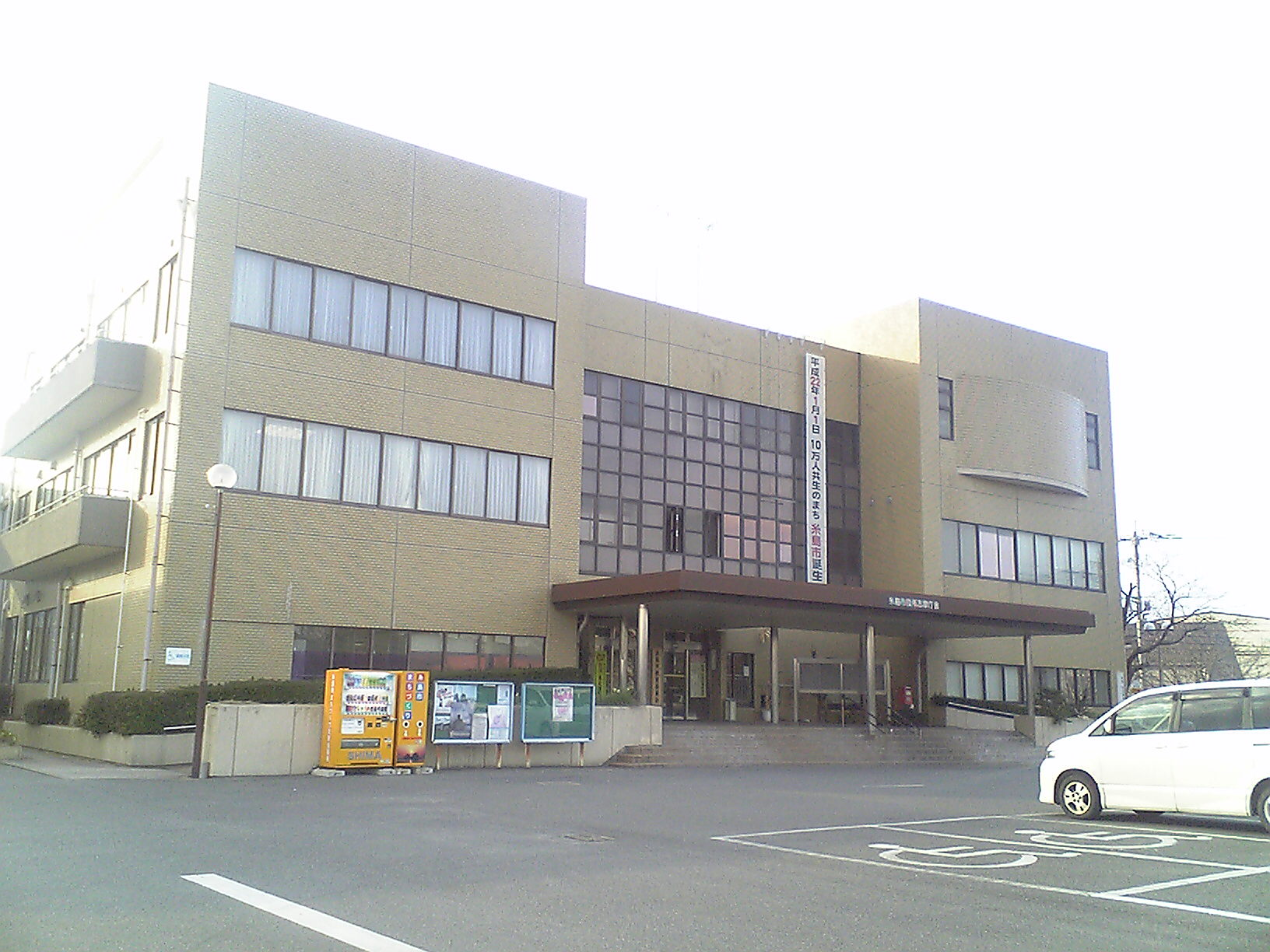
糸島市交流プラザ志摩館
（旧志摩町役場）

糸島市交流プラザ二丈館
（旧二丈町役場）

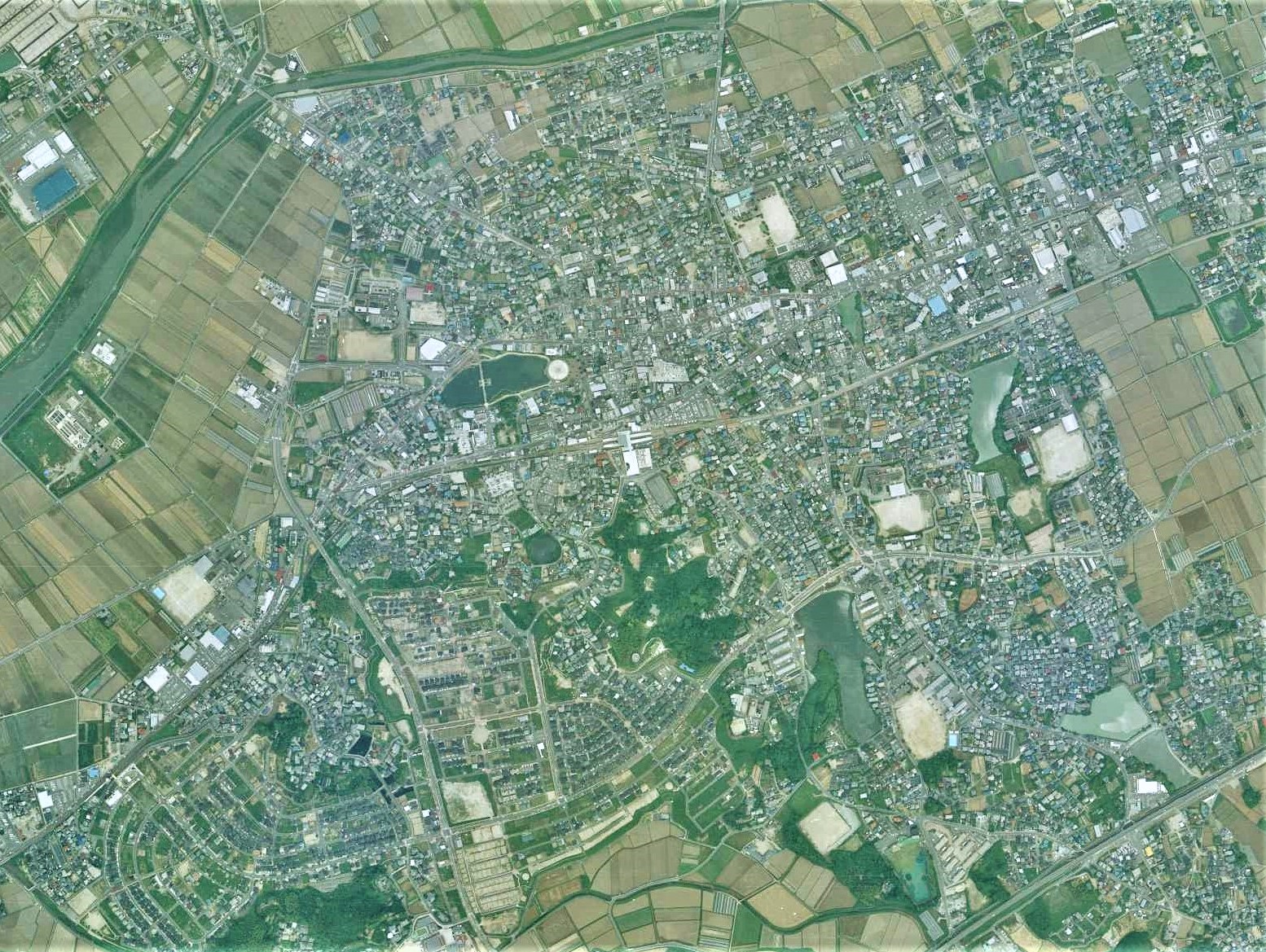
旧前原市中心部周辺の空中写真。
2001年5月29日撮影。。

糸島半島の中央部および西部と、その南側から南西の福岡県西端部の一帯を市域とする。北側と西端部は玄界灘に面し、東側は福岡市に接する。南部は脊振山地があり佐賀県と接している山岳地域で、南西部は唐津市に、南東部は佐賀市に接する。
糸島半島の付け根とその西側の玄界灘沿いの地域を筑肥線（地下鉄空港線）が東西に通っており、沿線の旧前原市域を中心に近年ベッドタウン化が進んでいる。豊かな自然環境や、カフェ等飲食店舗の増加、福岡都心まで都市高速またはJR利用で30分程度という立地もあり観光地・移住先としても注目を集めている。
- 山： 雷山（955m）、羽金山（900m）、可也山（365m）、立石山（210m）、二丈岳 （711m）、十坊山（535m）、浮嶽（805m）、女岳（748m）、高祖山（416m）、火山（244m）、井原山（982m）

可也山には糸島地域におけるテレビ放送の重要拠点である糸島中継局が置かれている。デジタル放送ではかつて同じ糸島郡であった福岡市西区の一部もエリアに含めている。
- 河川：瑞梅寺川、雷山川、泉川
- 有人島嶼： 姫島
- 無人島嶼：烏帽子島
- 玄海国定公園
- 脊振雷山県立自然公園

### 気候
| 前原（1991年 - 2020年）の気候      | 前原（1991年 - 2020年）の気候 | 前原（1991年 - 2020年）の気候 | 前原（1991年 - 2020年）の気候 | 前原（1991年 - 2020年）の気候 | 前原（1991年 - 2020年）の気候 | 前原（1991年 - 2020年）の気候 | 前原（1991年 - 2020年）の気候 | 前原（1991年 - 2020年）の気候 | 前原（1991年 - 2020年）の気候 | 前原（1991年 - 2020年）の気候 | 前原（1991年 - 2020年）の気候 | 前原（1991年 - 2020年）の気候 | 前原（1991年 - 2020年）の気候 |
| 月                                 | 1月                           | 2月                           | 3月                           | 4月                           | 5月                           | 6月                           | 7月                           | 8月                           | 9月                           | 10月                          | 11月                          | 12月                          | 年                            |
| ---------------------------------- | ----------------------------- | ----------------------------- | ----------------------------- | ----------------------------- | ----------------------------- | ----------------------------- | ----------------------------- | ----------------------------- | ----------------------------- | ----------------------------- | ----------------------------- | ----------------------------- | ----------------------------- |
| 最高気温記録 °C （°F）             | 20.4 (68.7)                   | 23.7 (74.7)                   | 26.2 (79.2)                   | 30.4 (86.7)                   | 33.0 (91.4)                   | 35.0 (95)                     | 37.6 (99.7)                   | 38.9 (102)                    | 37.4 (99.3)                   | 34.0 (93.2)                   | 28.2 (82.8)                   | 25.9 (78.6)                   | 38.9 (102)                    |
| 平均最高気温 °C （°F）             | 9.9 (49.8)                    | 11.2 (52.2)                   | 14.4 (57.9)                   | 19.4 (66.9)                   | 24.1 (75.4)                   | 26.9 (80.4)                   | 30.7 (87.3)                   | 31.8 (89.2)                   | 28.0 (82.4)                   | 23.2 (73.8)                   | 17.8 (64)                     | 12.4 (54.3)                   | 20.8 (69.4)                   |
| 日平均気温 °C （°F）               | 6.2 (43.2)                    | 7.0 (44.6)                    | 9.9 (49.8)                    | 14.4 (57.9)                   | 19.0 (66.2)                   | 22.6 (72.7)                   | 26.8 (80.2)                   | 27.6 (81.7)                   | 23.7 (74.7)                   | 18.6 (65.5)                   | 13.2 (55.8)                   | 8.2 (46.8)                    | 16.4 (61.5)                   |
| 平均最低気温 °C （°F）             | 2.2 (36)                      | 2.6 (36.7)                    | 5.2 (41.4)                    | 9.3 (48.7)                    | 14.2 (57.6)                   | 19.0 (66.2)                   | 23.6 (74.5)                   | 24.1 (75.4)                   | 20.1 (68.2)                   | 14.1 (57.4)                   | 8.5 (47.3)                    | 3.8 (38.8)                    | 12.2 (54)                     |
| 最低気温記録 °C （°F）             | −4.5 (23.9)                   | −4.7 (23.5)                   | −3.0 (26.6)                   | −0.6 (30.9)                   | 4.6 (40.3)                    | 8.2 (46.8)                    | 15.3 (59.5)                   | 17.0 (62.6)                   | 8.0 (46.4)                    | 2.6 (36.7)                    | −0.5 (31.1)                   | −3.9 (25)                     | −4.7 (23.5)                   |
| 降水量 mm （inch）                 | 78.8 (3.102)                  | 73.2 (2.882)                  | 109.1 (4.295)                 | 116.9 (4.602)                 | 123.4 (4.858)                 | 243.3 (9.579)                 | 294.1 (11.579)                | 211.0 (8.307)                 | 188.0 (7.402)                 | 95.0 (3.74)                   | 96.8 (3.811)                  | 71.6 (2.819)                  | 1,701 (66.969)                |
| 平均降水日数 （≥1.0 mm）           | 10.2                          | 9.7                           | 10.9                          | 10.0                          | 9.1                           | 11.6                          | 11.4                          | 10.1                          | 10.5                          | 7.6                           | 9.4                           | 9.3                           | 119.8                         |
| 平均月間日照時間                   | 103.4                         | 120.2                         | 158.9                         | 186.9                         | 198.3                         | 136.8                         | 174.9                         | 202.9                         | 162.0                         | 171.5                         | 132.3                         | 104.2                         | 1,852                         |
| 出典1：Japan Meteorological Agency |                               |                               |                               |                               |                               |                               |                               |                               |                               |                               |                               |                               |                               |
| 出典2：気象庁                      |                               |                               |                               |                               |                               |                               |                               |                               |                               |                               |                               |                               |                               |

### 隣接する自治体・行政区
- 福岡県
  - 福岡市（西区・早良区）
- 佐賀県
  - 佐賀市
  - 唐津市

### 地名
旧前原市は「糸島市」の後に従来の町・大字を続ける。他2町は旧町名に合わせ従来の大字の前に「二丈」「志摩」を冠する。旧二丈町内では糸島市発足後に住居表示が実施された地域でも「二丈」をつけていたが、2024年11月2日に住居表示が実施される福吉のみ「二丈」がつかない。
旧前原市
| - 新田 - 泊 - 前原 - 油比 - 浦志 - 荻浦 - 大浦 - 岩本(旧加布里村) - 加布里(旧加布里村) - 神在(旧加布里村) - 千早新田(旧加布里村) - 東(旧加布里村) - 池田(旧波多江村) - 板持(旧波多江村) - 潤(旧波多江村) - 志登(旧波多江村) - 高田(旧波多江村) - 波多江(旧波多江村) - 飯原(旧長糸村) - 川付(旧長糸村) - 白糸(旧長糸村、1964年までは小蔵) - 瀬戸(旧長糸村) - 長野(旧長糸村) - 本(旧長糸村) - 有田(旧雷山村) - 蔵持(旧雷山村) - 香力(旧雷山村) - 篠原(旧雷山村) - 高上(旧雷山村) - 多久(旧雷山村) - 富(旧雷山村) - 三坂(旧雷山村) - 八島(旧雷山村) - 山北(旧雷山村) - 雷山(旧雷山村) |  | - 井田(旧怡土村) - 井原(旧怡土村) - 王丸(旧怡土村) - 川原(旧怡土村) - 高来寺(旧怡土村) - 末永(旧怡土村) - 瑞梅寺(旧怡土村) - 高祖(旧怡土村) - 大門(旧怡土村) - 西堂(旧怡土村) - 三雲(旧怡土村) - 曽根(旧怡土村。1946年、井原・三雲・井田より発足) - 美咲が丘1丁目～4丁目(荻浦・多久・大浦より発足。年不詳) - 南風台1丁目～8丁目(荻浦・多久・大浦・前原より発足。年不詳) - 前原中央1丁目～3丁目(1999年、前原より発足) - 前原西1丁目～5丁目(2000年、前原より発足) - 前原北1丁目～4丁目(2001年、前原より発足) - 前原東1丁目～3丁目(2001年、前原より発足) - 前原駅南1丁目～3丁目(2002年、前原より発足) - 前原南1丁目～2丁目(2002年、前原より発足) - 有田中央1丁目～2丁目(2003年、有田より発足) - 篠原西1丁目～3丁目(2003年、篠原より発足) - 篠原東1丁目～3丁目(2003年、篠原より発足) - 浦志1丁目～3丁目(2004年?、浦志より発足) - 潤1丁目～4丁目(2004年?、潤より発足) - 板持1丁目～2丁目(2005年、板持より発足) - 波多江駅北1丁目～4丁目(2005年、志登より発足) - 波多江駅南1丁目～2丁目(2005年、池田より発足) - 高田1丁目～5丁目(2006年、高田より発足) - 伊都の杜1丁目～3丁目(2018年、浦志・篠原より発足) - 荻浦1丁目～5丁目(2019年、荻浦・前原より発足) - 神在東1丁目～5丁目(2019年、神在より発足) - 神在西1丁目～4丁目(2020年、神在より発足) - 岩本1丁目(2020年、岩本より発足) - 加布里1丁目～6丁目(2020年、加布里より発足) - 千早新田西1丁目(2020年、千早新田西より発足) |

二丈(旧二丈町)
| - 片山(旧深江村) - 深江(旧深江村) - 松末(旧深江村) - 鹿家(旧福吉村) - 福井(旧福吉村) - 吉井(旧福吉村) - 一貴山(旧一貴山村) - 石崎(旧一貴山村) - 上深江(旧一貴山村) - 武(旧一貴山村) |  | - 田中(旧一貴山村) - 長石(旧一貴山村) - 浜窪(旧一貴山村) - 波呂(旧一貴山村) - 松国(旧一貴山村) - 満吉(旧一貴山村) - 田中1丁目～6丁目(2022年、田中より発足) - 武1丁目～5丁目(2022年、武・松国より発足) - 深江1丁目～9丁目(2023年、深江より発足) - 松末西1丁目(2022年、松末より発足) - 福吉1丁目〜6丁目(2024年、福井・吉井より発足。「二丈」がつかない) |

志摩(旧志摩町)
| - 井田原(旧可也村) - 稲留(旧可也村) - 小金丸(旧可也村) - 津和崎(旧可也村) - 初(旧可也村) - 馬場(旧可也村) - 松隈(旧可也村) - 師吉(旧可也村) - 吉田(旧可也村) - 岐志(旧芥屋村) - 芥屋(旧芥屋村) |  | - 新町(旧芥屋村) - 姫島(旧芥屋村) - 桜井(旧桜野村) - 野北(旧桜野村) - 久家(旧小富士村) - 西貝塚(旧小富士村) - 東貝塚(旧小富士村) - 船越(旧小富士村) - 御床(旧小富士村) - 小富士(旧小富士村。小富士村時代は辺田) - 稲葉(師吉より分立。年不詳) |

## 歴史
律令制下では怡土郡と志摩郡に分かれていたが、1896年4月1日、郡制に基づき両郡を合併させて糸島郡となった。市名の由来となっている同郡の名称は合併前の両郡の名前をつなげて別の字を宛てたものである。旧郡名の由来についてははっきりしないが、怡土については弥生時代にその存在が魏志倭人伝に記述される伊都国との類似性が地理上と音韻上の両面から指摘されており、志摩についても島との音韻上の一致が指摘されている。さらにこれらを裏付けるように、旧怡土郡地区からは大量の副葬品を伴う平原遺跡などの弥生時代の遺跡が数箇所発見されており、同じ弥生時代には旧志摩郡地区も、ごく一部を除いて旧怡土郡地区とは船越湾から今津湾にいたる水道によって分離された状態であったと考えられている。

### 古代
市内各地から縄文時代の磨製石斧や縄文土器が出土している。中国の歴史書である「魏志倭人伝」には、弥生時代に栄えた「伊都国」の記述があり、糸島地方を伊都国と推定する研究者が多い。市内の史跡平原遺跡（ひらばるいせき）の方形周溝墓からは日本最大（直径46.5センチメートル）の銅鏡「大型内行花文鏡（内行花文八葉鏡）四面」（国宝）が発掘された。この平原遺跡は伊都国の女王墓であろうと考えられている。一説（原田大六の説）によれば「天照大御神（大日孁貴）の墓」であり、この出土品の大型内行花文鏡（内行花文八葉鏡）は八咫鏡であるという。

### 近現代

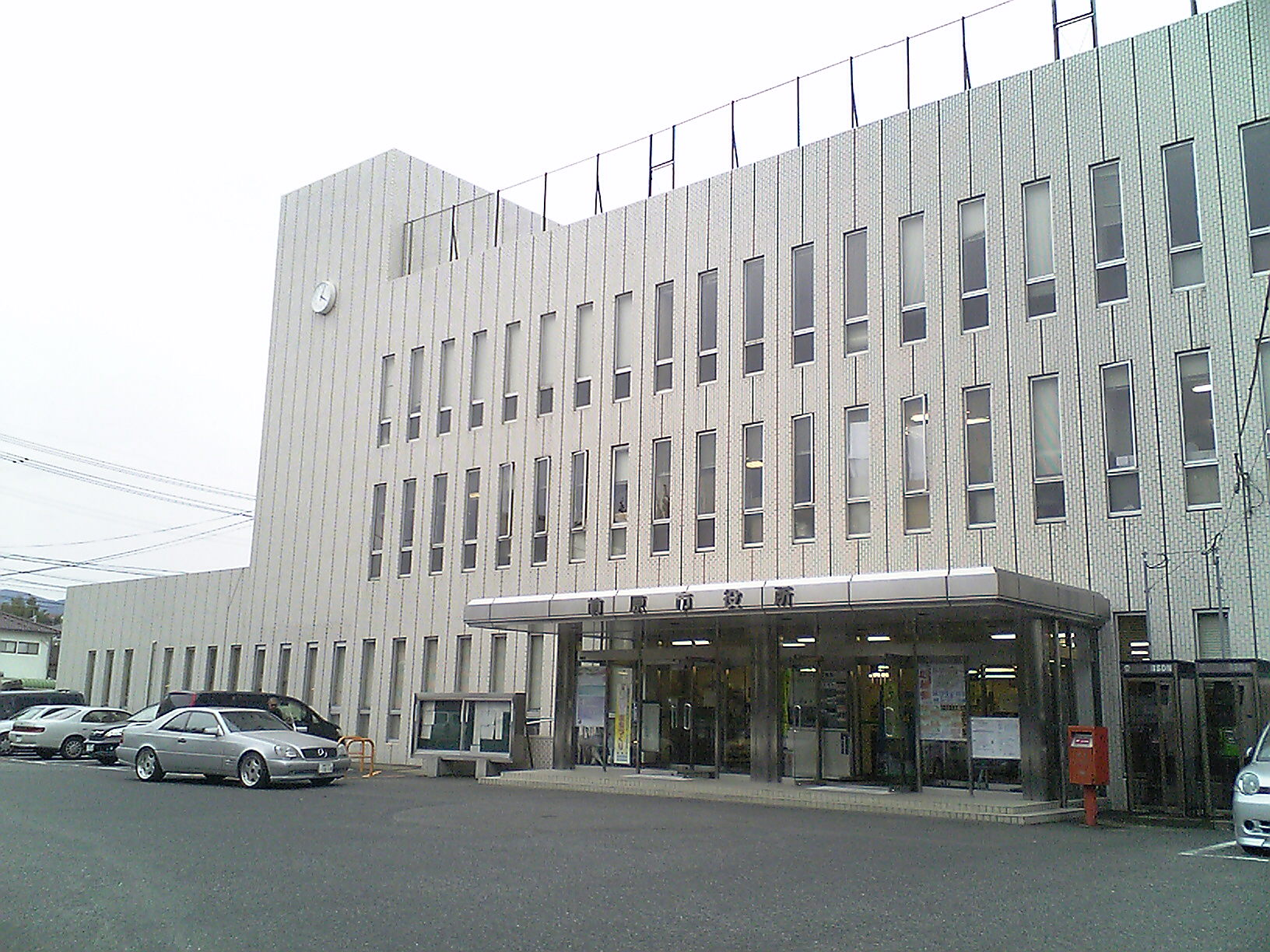
旧糸島市役所（旧前原市役所）

- 1898年 - 糸島半島付近でマグニチュード6.0の糸島地震が発生。
- 1914年 - 木造清賀上人坐像（千如寺大悲王院）が国の重要文化財に指定される。
- 1937年10月1日 - 北九州鉄道が国鉄に買収され筑肥線となる。
- 1938年 - 怡土城跡が国の史跡に指定される。
- 1954年 - 志登支石墓群が国の史跡に指定される。
- 1958年 - 旧前原町に簡易水道給水が開始される。
- 1961年 - 前原電報電話局開設。
- 1983年3月22日 - 筑肥線が電化され福岡市営地下鉄と筑前前原－博多間にて相互乗り入れを開始する。
- 1993年 - 西九州自動車道「福岡前原有料道路」開通。
- 2000年 - 筑肥線下山門－筑前前原間複線化。
- 2001年 - 福岡高速道路と西九州自動車道が連結。
- 2005年3月20日 - 午前10時53分、福岡県西方沖地震が発生。震度6弱を観測した。
- 2006年 - 平原遺跡から出土した福岡県平原方形周溝墓出土品が国宝に指定される。
- 2024年1月4日 - 糸島市役所新庁舎が開庁[5]。

### 行政区域の変遷
- 1889年4月1日 - 町村制施行。
  - 怡土郡: 福吉村・深江村・一貴山村・長飯本村（1892年長糸村に改称）・加布里村・雷山村・怡土村
  - 志摩郡: 前原村・波多江村・可也村・小富士村・芥屋村・野北村・桜井村
- 1896年4月1日 - 怡土郡と志摩郡が合併し糸島郡となる。
- 1901年9月15日 - 前原村が町制施行し前原町となる。
- 1931年4月1日 - 前原町と波多江村、加布里村が対等合併し、新町制による前原町となる。
- 1955年
  - 1月1日 - 前原町と雷山村・長糸村が合併し、新町制による前原町となる。
  - 1月1日 - 可也村・桜野村・小富士村・芥屋村が対等合併し、志摩村が発足。
  - 1月1日 - 一貴山村、深江村、福吉村が合併し、二丈村が発足。
  - 4月1日 - 前原町、怡土村を編入。
- 1965年
  - 4月1日 - 志摩村が町制施行。志摩町となる。
  - 4月1日 - 二丈村が町制施行。二丈町となる。
- 1992年10月1日 - 前原町が市制施行。前原市となる。

### 合併までの経緯
福岡県は、政令指定都市である福岡・北九州両市以外では面積・人口とも中小規模の自治体が多かったことから、いわゆる「平成の大合併」において市町村合併を推し進めた。その結果、1999年3月から2006年3月までの7年間に97市町村→66市町村と3分の2程度に減少したものの、なお不十分として各市町村に合併を求めた。
JR筑肥線（筑肥東線）の電化・福岡市営地下鉄との相互乗り入れによって人口が増えてきた糸島地域についても同様に合併を求められた地域であるが、地域の中心となる前原と、周辺にあたる志摩・二丈との間では、合併によって一極集中・周辺地域の衰退がますます進むのではないかといった不安から、合併には温度差があり、過去に度々議論が頓挫した。2002年には、当時の合併特例法に基づく協議会が設置され、2006年元日を合併期日とすべく準備が進められたものの、上記の理由により破談している。
しかし、その後住民の意識も変わり、3市町が行った住民投票などでいずれも合併に賛成する意見が反対を上回り2008年、県と3市町の議会が合併承認手続きを行った。そして、2009年4月16日付官報本編で糸島市発足が正式に告示された。
- 合併の方式は、周辺部となる旧2町に配慮し「新設合併」（対等合併、発足時に旧3市町を廃止）。
- 市役所本庁は前原市役所を使うものの、旧2町役場は「支所」ではなく「分庁舎」とする。
- 合併後最初の市議会議員選挙に限っては、旧市町のバランスに配慮し旧市町単位の選挙区を設け、徐々に融和を図る（その次の選挙から全市単一選挙区。この方式は柳川市でも採られた）。

これに伴い、志摩町、二丈町が所属する糸島郡（前原市も市制を施行する前に所属していた）および「前原市」は消滅したが、新市名として「糸島」の名前は残った。

### 歴代市長
| 代  | 氏名     | 就任年月日    | 退任年月日    | 備考                       |
| --- | -------- | ------------- | ------------- | -------------------------- |
|     | 筒井秀来 | 2010年1月1日  | 2010年2月14日 | 市長職務執行者。旧二丈町長 |
| 初  | 松本嶺男 | 2010年2月14日 | 2014年2月13日 | 旧前原市長                 |
| 2-4 | 月形祐二 | 2014年2月14日 | 現職          | 元県議                     |

## 行政

### 市長
- 月形祐二（3期目）
- 任期：2026年2月13日

### 市議会
- 定数: 20人
- 任期: 2026年2月13日

### 公共施設
- 伊都国歴史博物館
- 伊都文化会館

### 消防署
- 糸島市消防本部
  - 前原出張所
  - 二丈出張所
  - 志摩出張所

### 警察署
- 糸島警察署（旧前原警察署）
  - 波多江交番
  - 駅前交番
  - 二丈交番
  - 大門駐在所
  - 長糸駐在所
  - 福吉駐在所
  - 野北駐在所
  - 可也駐在所
  - 引津駐在所

## 地域

### 人口
| 糸島市（に相当する地域）の人口の推移 \| 1970年（昭和45年） \| 56,204人 \| \| \| 1975年（昭和50年） \| 59,697人 \| \| \| 1980年（昭和55年） \| 66,220人 \| \| \| 1985年（昭和60年） \| 73,649人 \| \| \| 1990年（平成2年） \| 77,610人 \| \| \| 1995年（平成7年） \| 88,691人 \| \| \| 2000年（平成12年） \| 95,040人 \| \| \| 2005年（平成17年） \| 97,974人 \| \| \| 2010年（平成22年） \| 98,435人 \| \| \| 2015年（平成27年） \| 96,475人 \| \| \| 2020年（令和2年） \| 98,877人 \| \| |          |  |
| 総務省統計局 国勢調査より |          |  |
| 1970年（昭和45年） | 56,204人 |  |
| 1975年（昭和50年） | 59,697人 |  |
| 1980年（昭和55年） | 66,220人 |  |
| 1985年（昭和60年） | 73,649人 |  |
| 1990年（平成2年） | 77,610人 |  |
| 1995年（平成7年） | 88,691人 |  |
| 2000年（平成12年） | 95,040人 |  |
| 2005年（平成17年） | 97,974人 |  |
| 2010年（平成22年） | 98,435人 |  |
| 2015年（平成27年） | 96,475人 |  |
| 2020年（令和2年） | 98,877人 |  |

## 教育

### 大学
- 九州大学伊都キャンパス（福岡市西区と糸島市にまたがる）

### 短期大学
- 西日本短期大学二丈キャンパス

### 高等学校
- 糸島高等学校
- 糸島農業高等学校

### 中学校
- 前原中学校
- 前原東中学校
- 前原西中学校
- 二丈中学校
- 福吉中学校
- 志摩中学校
  - 姫島分校

### 小学校
- 前原小学校
- 加布里小学校
- 波多江小学校
- 長糸小学校
  - 白糸分校
- 雷山小学校
- 怡土小学校
  - 王丸分校
- 前原南小学校
- 南風小学校
- 東風小学校
- 一貴山小学校
- 深江小学校
- 福吉小学校
- 可也小学校
- 桜野小学校
- 引津小学校
- 姫島小学校

## 経済・産業
- 観光
- 農業
- 漁業

### 主な企業・工場
- 志摩テクノパーク - 1986年（昭和61年）に松隈工業団地として開設され、2015年（平成27年）に現名称に改称した[9]。
- 九星飲料工業
- 五洋食品産業（東証上場）
- 糸島農業協同組合
- 牧のうどん（本店）

日本郵政グループ
ゆうちょ銀行とかんぽ生命保険は事業所を設けず、市内の郵便局が代理店となっている。
- 前原郵便局
- 怡土郵便局
- 加布里郵便局
- 長糸郵便局
- 波多江郵便局
- 志摩郵便局
- 桜井郵便局
- 芥屋郵便局
- 野北郵便局
- 小富士郵便局
- 二丈郵便局
- 福吉郵便局

### 漁業
マダイの漁獲量は2011年度から2015年度の5年連続で日本一となった（2015年度の1112トン）。
- 加布里漁港
- 芥屋漁港
- 船越漁港

### 特産品
- 糸島牛
- 厚揚げ
- イチゴ（あまおう）
- カキ
- 卵

### 主な商業施設
- イオン糸島ショッピングセンター - 旧志摩町中心部
- JA糸島産直市場 伊都菜彩（農産物直売所）
- 福ふくの里（農産物直売所）

このほか、スーパーマーケットが市内各地にあり、また国道202号、国道202号バイパスなどの沿線にはロードサイド店舗などもある。

## 交通

### 空港
最寄は福岡空港。JR筑肥線の利用により乗り換えなしで行く事が出来る。所要時間は筑前前原駅より約45分である。

### 鉄道
市の中心駅は筑前前原駅。市役所等の主要な公共施設は同駅周辺に集中している。
- 九州旅客鉄道（JR九州）
  - 筑肥線
    - 波多江駅 - 糸島高校前駅 - 筑前前原駅 - 美咲が丘駅 - 加布里駅 - 一貴山駅 - 筑前深江駅 - 大入駅 - 福吉駅 - 鹿家駅

### 路線バス
現在は糸島市内のすべての路線バスが昭和自動車（昭和バス）による運行となっている。同社は糸島市内に営業所があり、かつては市内各地で一般路線バスを運行していたが、現在では糸島市内の路線の多くが糸島市コミュニティバスの運行業務の委託を受ける形となっている。
- 一般路線 - 福岡市内にまたがる以下の路線のみ昭和自動車の自社独自の路線となっている。
  - 九大学研都市駅 - 九州大学伊都地区 - 一蘭の森 ※九州大学線のうち一蘭の森発着便のみ糸島市内に路線がある
  - 九大学研都市駅 - 今津 - 宮の浦 - 西の浦 - 二見ヶ浦 - 伊都営業所
- 糸島市コミュニティバス「はまぼう号」 - 筑前前原駅を拠点に市内各地へ運行している。また、福岡市西部の九州大学伊都地区や九大学研都市駅と糸島市を結ぶ路線もある。福岡市内区間も含め、全路線の運賃が200円均一となっている。
  - 白糸線（筑前前原駅 - 白糸）
  - 雷山線（筑前前原駅 - 雷山観音前）
  - 曽根線（筑前前原駅 - 曽根グラウンド）
  - 井原山線（筑前前原駅 - 井原山入口）
  - 川原線（筑前前原駅・周船寺駅・九大学研都市駅 - 雷山の森）
  - 前原北原線（筑前前原駅 - 北原 - 九大学研都市駅）
  - 九大線（筑前前原駅 - 泊 - 九大伊都キャンパス）
  - 初深江線（初 - 筑前前原駅 - 一貴山駅 - 筑前深江駅）
  - 産業団地線（筑前前原駅 - 産業団地）
  - 篠原線（筑前前原駅 - 篠原 - 糸島高校前駅 - 波多江駅）
  - 野北線（筑前前原駅 - 野北 - 伊牟田 - 伊都営業所）
  - 船越線（筑前前原駅 - 初 - 志摩中入口 - 船越）
  - 芥屋線（筑前前原駅 - 加布里 - 松原 - 岐志 - 芥屋）

このほかに旧前原町域ではアイシンのデマンド型交通システム「チョイソコ」を使用した登録制・会員制オンデマンドバス「チョイソコよかまちみらい号」が運行されているほか、一部の小学校校区ではボランティアの運転手・スタッフによる予約制の自主運行バスが運行されている。

かつて運行していたいとしま周遊バス（福岡伊都バス）

なお、2012年から土日祝日に筑前前原駅・志摩庁舎と市北部の海岸沿いの観光地を結ぶ路線バス「いとしまの〜んびり周遊バス」（福岡伊都バスに委託）を運行していたが、2014年3月限りで廃止されている。

#### 高速バス
昭和自動車が糸島市内の旧前原市域・旧志摩町域と福岡市中心部を結ぶ高速バスを運行する。
- いと・しま号
  - 博多BT - 中洲 - 天神 - 南風台 - 前原 - 加布里
  - 博多BT - 中洲 - 天神 - 南風台 - 前原 - 志摩地区 - 伊都営業所
- ウエストコーストライナー
  - 博多BT - 中洲 - 天神 - 宮の浦 - 二見ヶ浦 - 伊都営業所

1990年11月15日から昭和自動車とほか3社の共同運行で京阪神と筑前前原駅を結ぶ夜行高速バス「サザンクロス博多号」があったが1992年9月28日に休止。2020年以降、森山観光バスが「ハートライナー」の愛称で糸島高校前駅と京阪神を結ぶ夜行高速バスと、糸島高校前駅と大隅半島を結ぶ昼行高速バスを運行していたが、同社が経営破綻し2022年2月3日までに事業を停止したため休止された。このため現在は糸島市内を運行する高速バスは上記の福岡市内との路線のみであり県外への路線はない。

### 道路
- 西九州自動車道
  - 福岡前原道路（有料）
    - (TB)前原TB - ( )前原IC - ( )暫定出入口（東交差点） - ( )二丈IC（事業中） - （計画区間、二丈浜玉道路当面活用） - ( )二丈鹿家IC

  - 唐津道路
    - 二丈鹿家IC
- 二丈浜玉道路
  - 二丈福井 - 吉井IC - 鹿家IC - (E35)二丈鹿家IC
- 一般国道
  - 国道202号 - 現道とバイパス（今宿道路一般部）がある。現道は筑肥線に並行し、市の中心部を通り市域東西に延びる。バイパスは福岡市境 - 有田西交差点間は西九州自動車道（福岡前原道路）に並行する。東交差点 - 上深江交差点 - 深江ランプ - 二丈福井間は二丈浜玉有料道路に接続する。
- 県道（主要地方道）
  - 福岡県道・佐賀県道12号前原富士線 - 市中心部から南へ延び、長野峠を越えて南隣の佐賀市富士町大字上無津呂に至る。
  - 福岡県道49号大野城二丈線 - 市中心部より南側の山沿いを東西に延びる。
  - 福岡県道54号福岡志摩前原線 - 糸島半島北部の海沿いに延びる。別名志摩サンセットロード。
  - 福岡県道56号福岡早良大野城線 - 市の東部を南東に向かって延び、糸島峠を越える。
  - 福岡県道85号福岡志摩線 - 市北部に延びる。

### 船舶
- 市営: 岐志 - 姫島

## 名所・施設・催事

### 主な観光名所

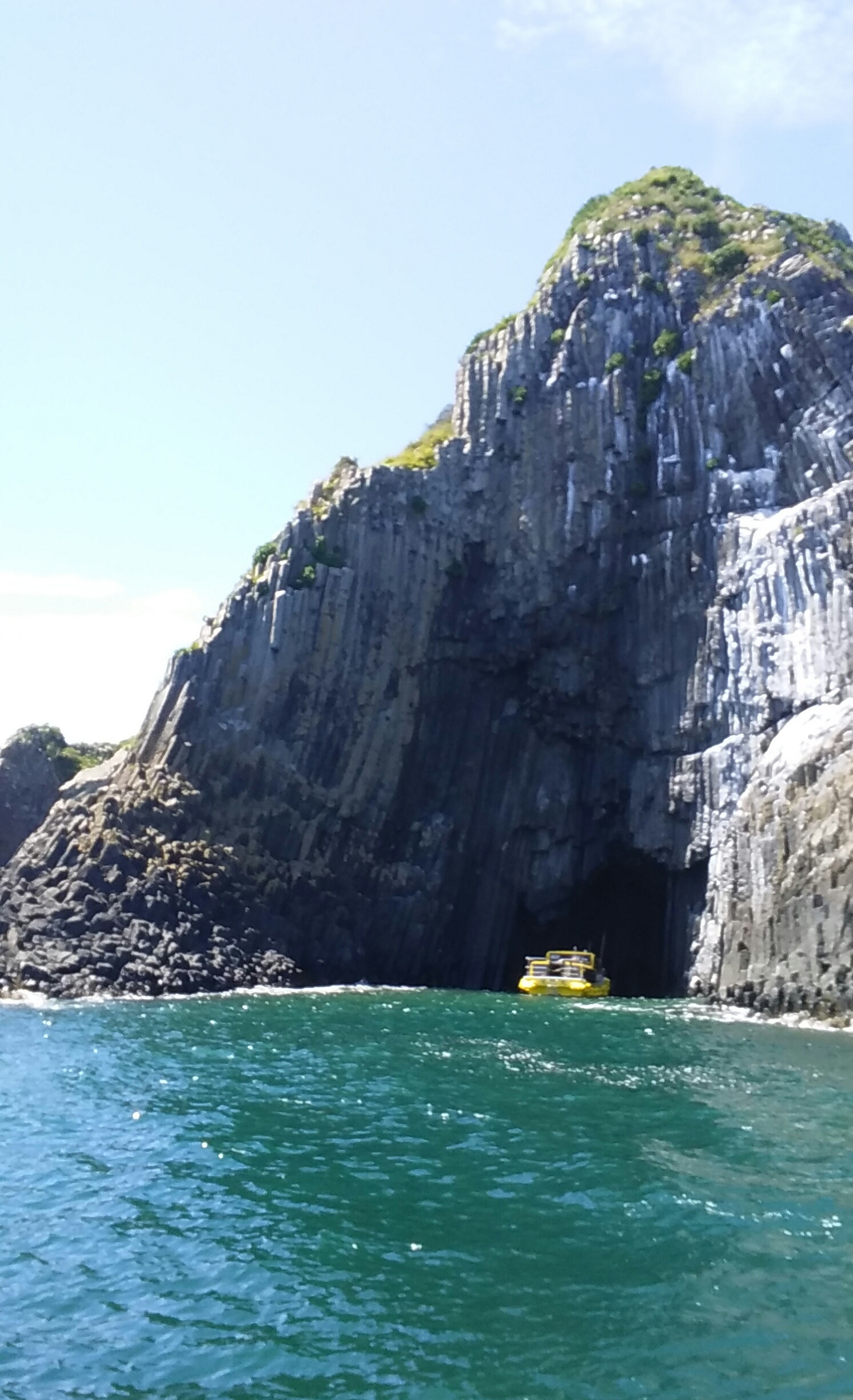
芥屋の大門

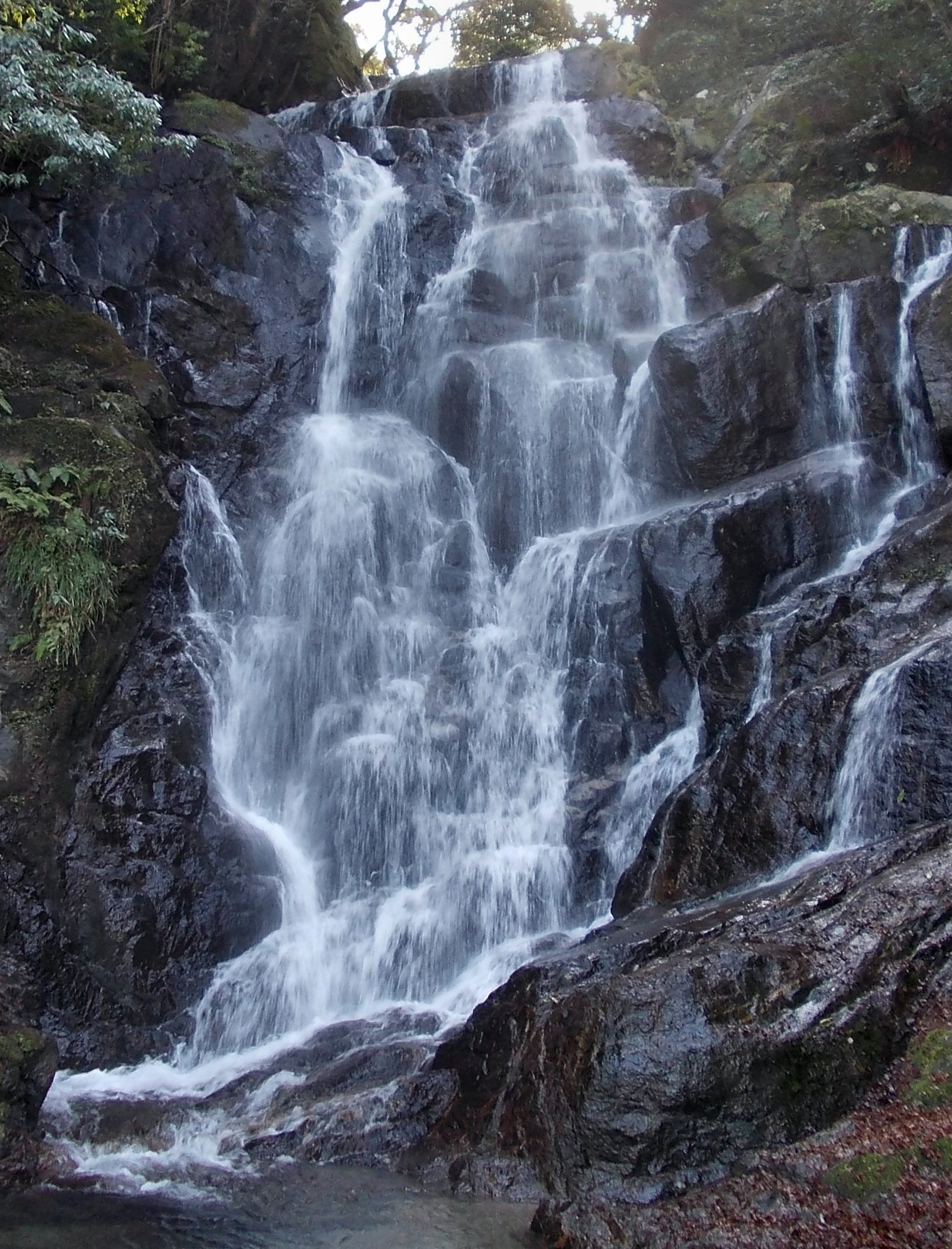
白糸の滝

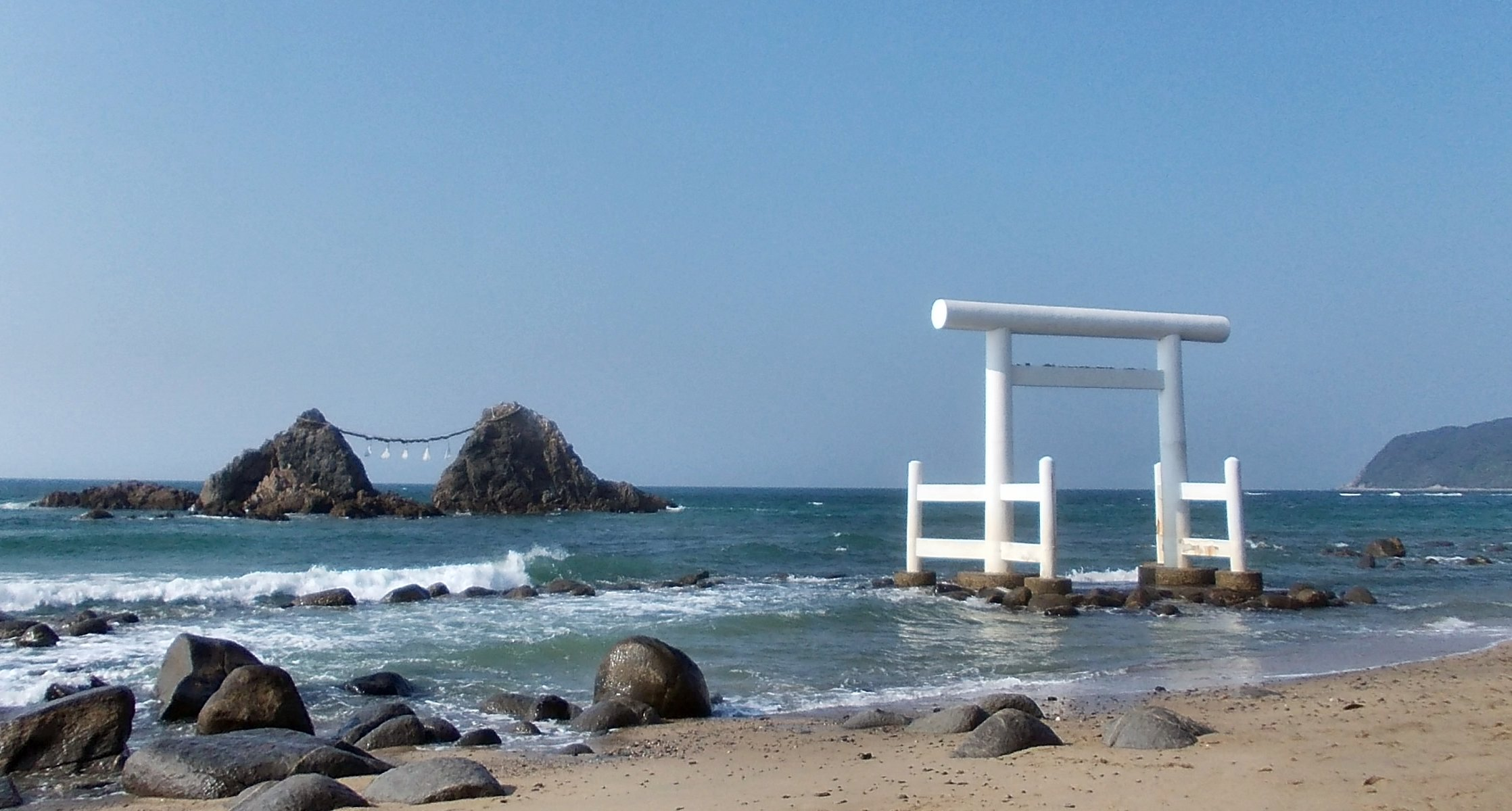
二見ヶ浦

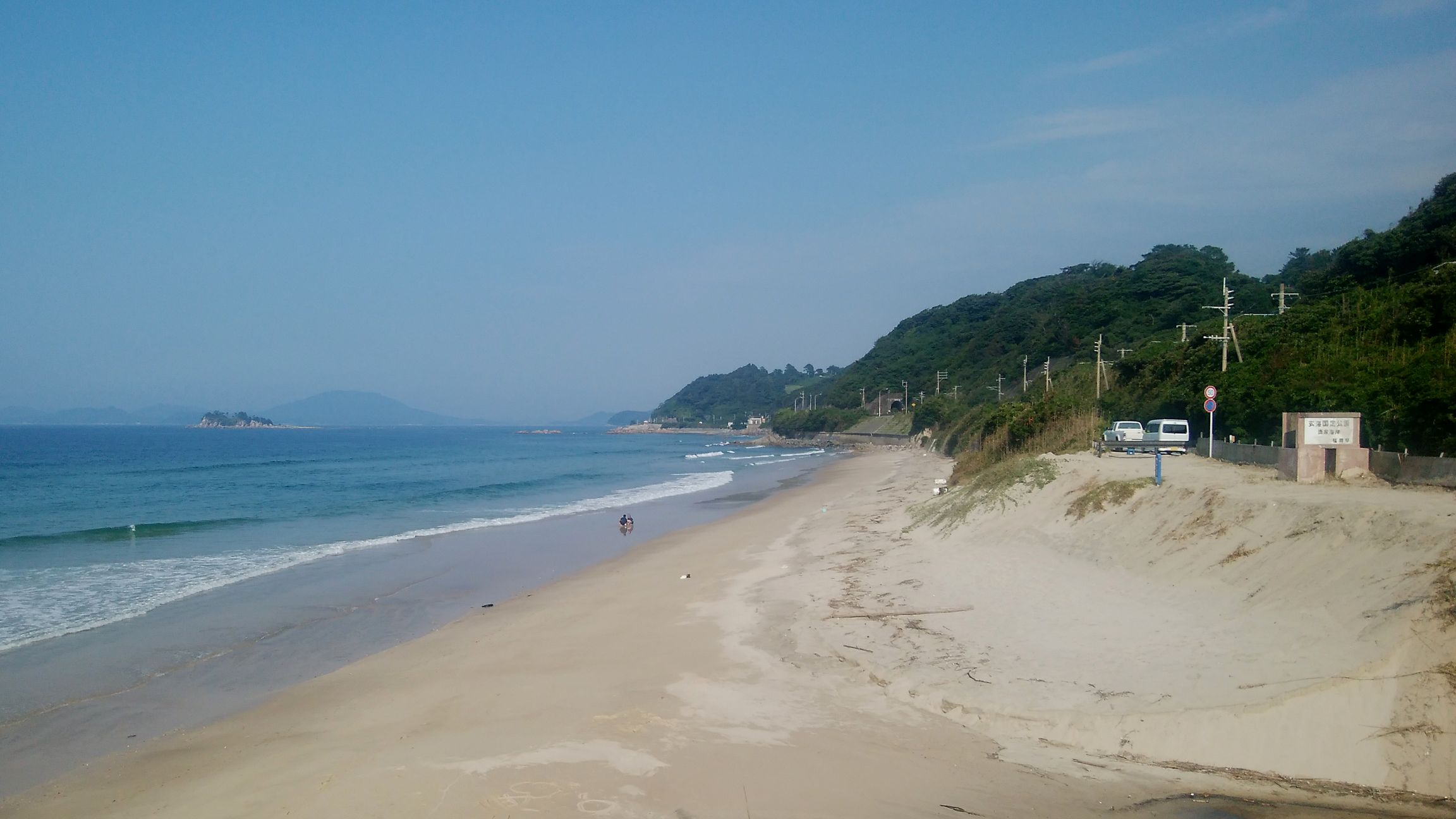
姉子の浜

- 芥屋の大門 - 1966年に天然記念物に指定。日本三大玄武洞の一つであり、一帯は六角形や八角形の玄武岩柱状節理が発達している。
- 白糸の滝 - 滝周辺には多くのアジサイが植えられており、6月中旬から7月上旬にかけて見頃を迎える。
- 二見ヶ浦 - 夫婦岩が有名である。
- 姉子の浜 - 鳴き砂として知られる。
- 玄海国定公園 - 1956年に国定公園に指定。
- 幣の浜 - 「白砂青松100選」にも選ばれた、玄海国定公園を代表する海岸線。
- 笹山公園 - 前原市街にある桜の名所。

### 海水浴場

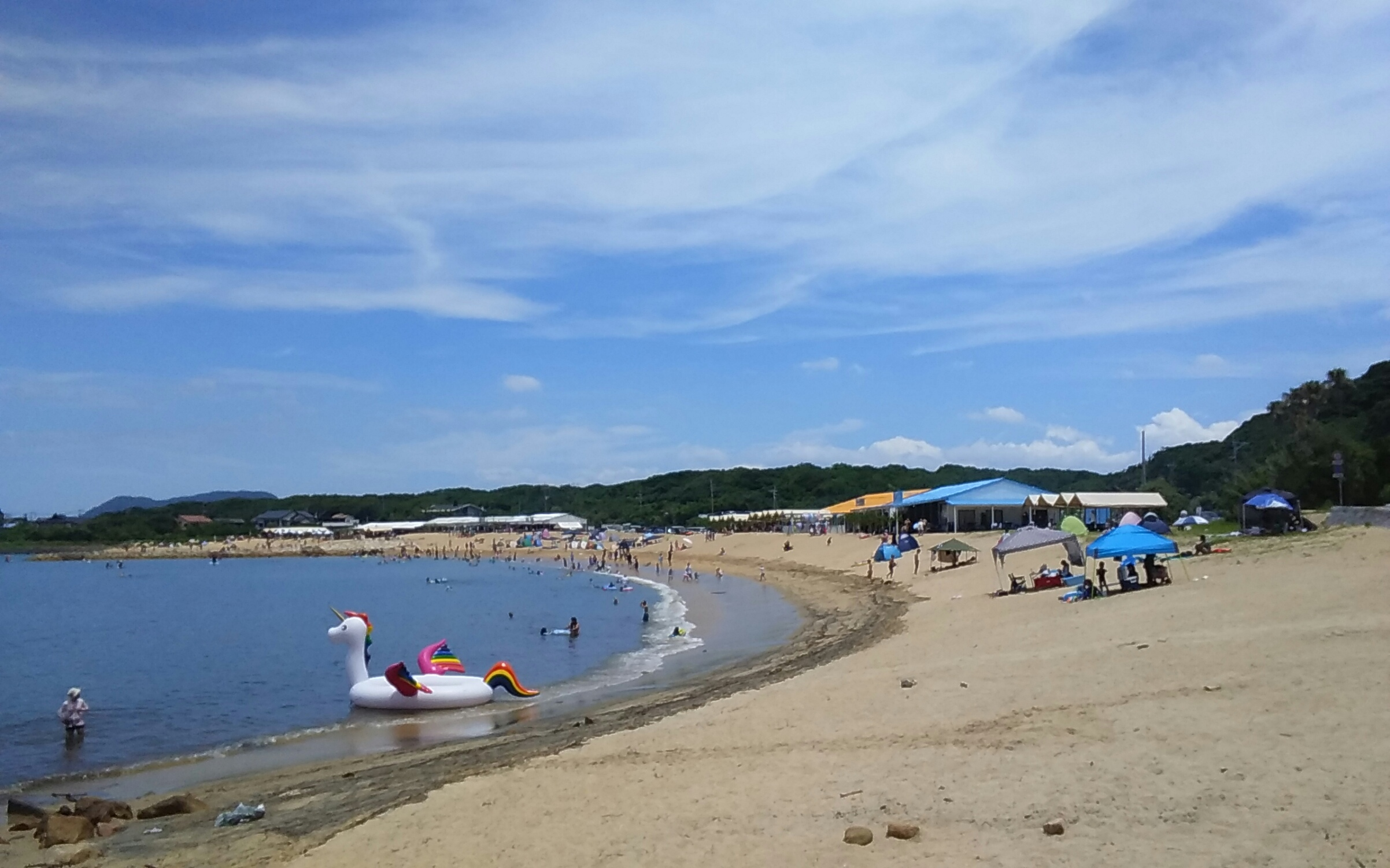
芥屋海水浴場

- 芥屋海水浴場
- 深江海水浴場

### 山

雷山

可也山

- 雷山 - 標高955m。層々岐岳の別名を持つ。
- 可也山 - 標高365m。糸島富士の名で親しまれる。
- 羽金山 - 標高900m。
- 十坊山 - 標高535m。
- 浮嶽 - 標高805m。
- 高祖山 - 標高416m。
- 火山 - 標高244m。
- 女岳 - 標高748m。
- 井原山 - 標高982m。
- 立石山 - 標高210m。
- 二丈岳 - 標高711m。

### 神社
- 高祖神社
- 細石神社
- 産宮神社
- 雷神社

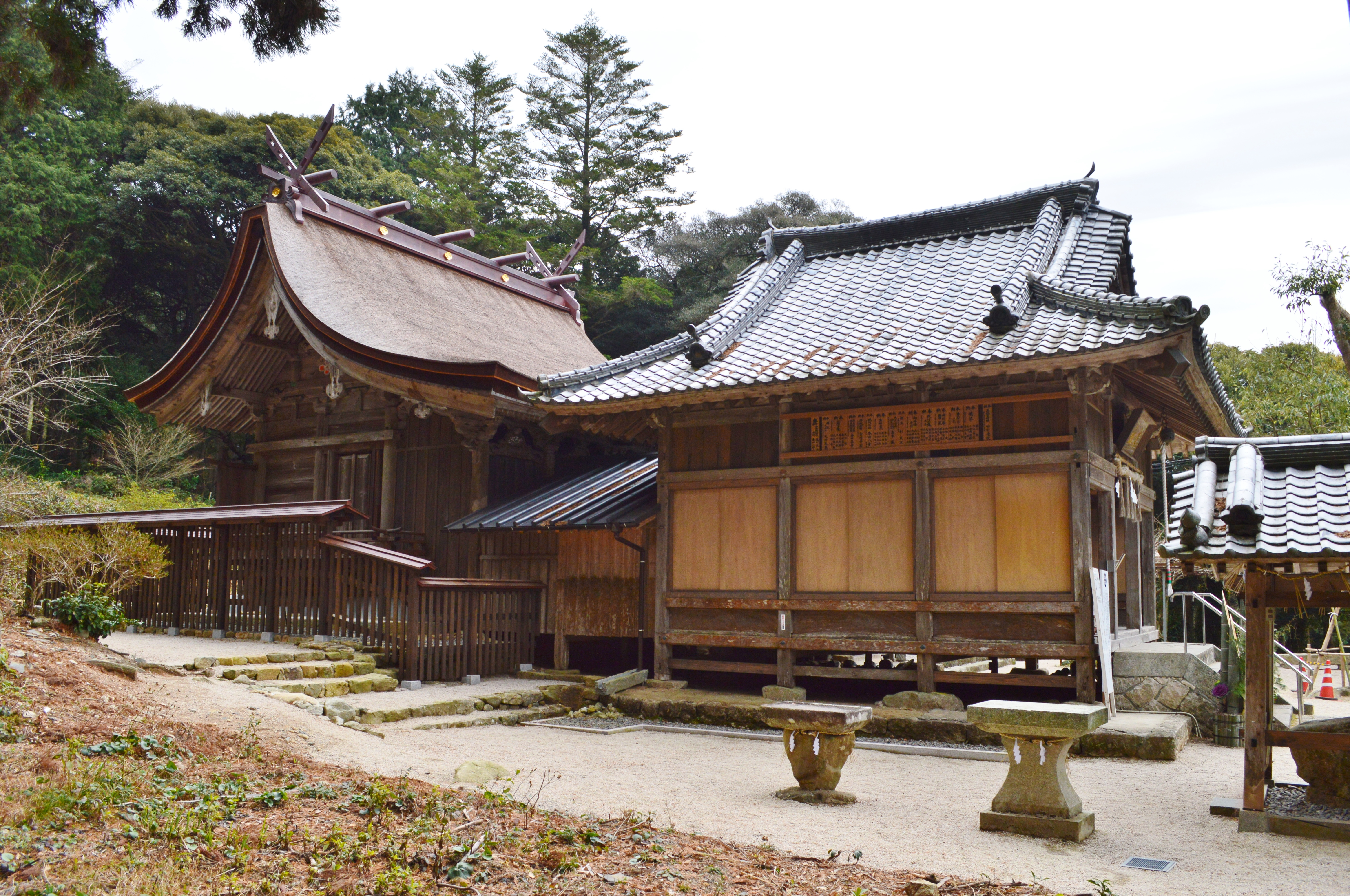
高祖神社

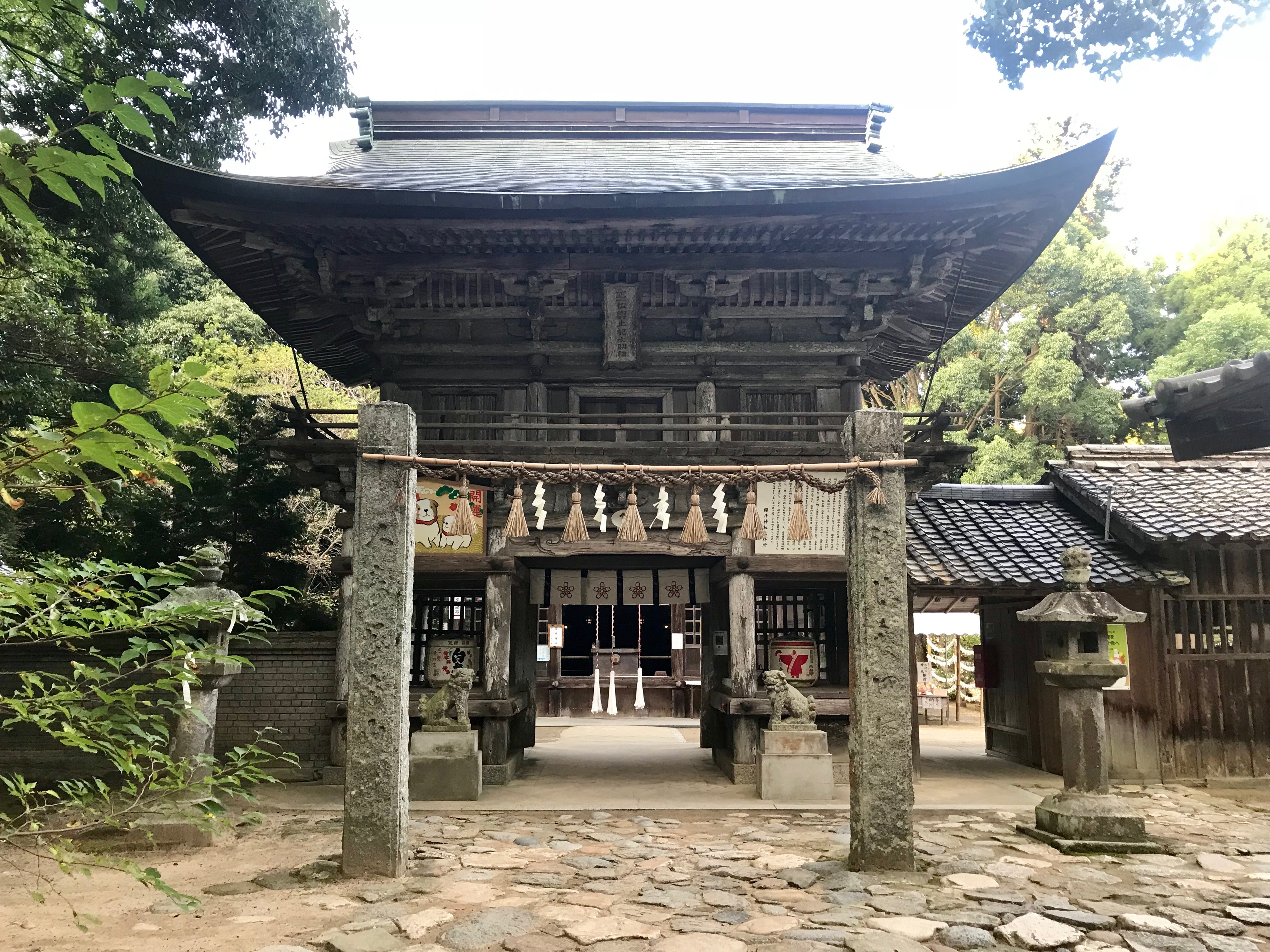
桜井神社

- 桜井神社 - 市内にある潤神社、福岡市西区にある二宮神社などと並び、アイドルグループ嵐のメンバーの名前と同じ名称であることから、ファンの間で”聖地”と呼ばれている[12]
- 稲留神社
- 若宮神社
- 天神社
- 浮嶽神社
- 老松神社
- 松末五郎稲荷神社 - 毎年12月に、目隠し女相撲が開催される。

### 寺院

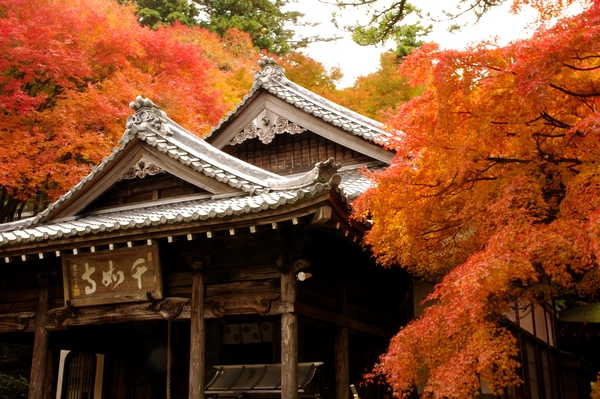
千如寺

- 千如寺 - 大悲王院や雷山観音とも称される。樹齢約400年のカエデなど、紅葉の名所としても知られる。
- 瑠璃光寺
- 金龍寺

### 史跡
- 雷山神籠石（らいざんこうごいし）[13]

対象：南北水門・列石
指定主体：国 (国72号)
指定年月日：1932年 (昭和7年) 3月25日
- 高祖山怡土城跡（いとじょうあと）[13]

対象：古代の山城で周囲約8km、築城は768年 (神護景雲2年)。
指定主体：国 (国292号)
指定年月日：1938年 (昭和13年) 8月8日、追加（国966号・1944年 (昭和19年) 6月5日と告示38号・2007年 (平成19年) 3月23日）

- 志登支石墓群（しとしせきぼぐん）[13]

対象：支石墓10基
指定主体：国 (国37号)
指定年月日：昭和29年3月20日

- 釜塚古墳（かまつかこふん）[13]

対象：円墳、古式横穴式石室 (古墳時代中期)
指定主体：国 (告示69号)
指定年月日：1982年 (昭和57年) 5月7日
- 曽根遺跡群（そねいせきぐん）[13]

対象：次の4遺跡を1件として。
- 平原遺跡（ひらばるいせき）：弥生後期の方形周溝墓。国宝出土（告示146号 一部追加）
- ワレ塚古墳（われづかこふん）：古墳時代中期、前方後円墳
- 銭瓶塚古墳（ぜにがめづかこふん）：古墳時代中期、前方後円墳
- 狐塚古墳（きつねづかこふん）：古墳時代中期、円墳

指定主体：国 (告示141号)
指定年月日：1982年 (昭和57年) 10月4日、2000年追加 (平成12年) 9月6日
- 銚子塚古墳（ちょうしづかこふん）[13]

対象：古墳時代前期、前方後円墳、竪穴式石室、銅鏡10面出土
指定主体：国 (第63号)
指定年月日：1957年 (昭和32年) 8月29日
- 新町支石墓群（しんまちしせきぼぐん）[13]

対象：支石墓
指定主体：国
指定年月日：平成12年9月6日
- 三雲・井原遺跡（みくも・いわらいせき）[13]

対象：伊都国王の居住した伊都国の中心集落で王都。指定対象は次の3カ所
- 南小路地区 (三雲南小路遺跡）

対象：弥生時代の伊都国最初の王墓として。甕棺2基、銅鏡ほかの副葬品多数
- 番上地区

対象：伊都国対外交渉の中枢地点として。国内2例目の硯（すずり）、多量の中国製の土器（楽浪系土器）
- 加賀石地区

対象：員数1件。伊都国王都の始まりの地点として。弥生時代初期の大型支石墓。
指定主体：国
指定年月日：2017年 (平成29年) 10月13日
- 井原1号墳（いわらいちごうふん）[13]

対象：員数1カ所。古墳時代前期、前方後円墳
指定主体：市
指定年月日：2004年 (平成16年) 6月30日
- 塚田南遺跡（つかだみなみいせき）[13]

対象：奈良時代、駅家跡、古代道路
指定主体：市
指定年月日：1998年 (平成10年) 3月26日
- 二丈岳城（にじょうだけじょう）[13]

対象：中世山城として。石垣、土塁、堀切ほか
指定主体：市 (二丈町指定文化財第3号)
指定年月日：2008年 (平成20年) 11月25日
- 長嶽山古墳群（ながたけやまこふんぐん）[13]

対象：員数1件。古墳時代中期—後期、前方後円墳1基、円墳13基
指定主体：市 (二丈町指定文化財第8号)
指定年月日：2009年 (平成21年) 3月31日
- 福岡領境の境石群（ふくおかりょうさかいのさかいいしぐん）[13]

対象：員数1件。江戸時代 (寛文元年—天保13年）の施設
指定主体：市
指定年月日：2015年 (平成27年) 3月24日、追加2018年 (平成30年) 3月30日 (名称変更とも）

### 天然記念物
- 芥屋の大門（けやのおおと）[14]

対象：玄武岩の洞窟。海ばつ8m、大きさはおよそ幅10km、奥行90m。
指定主体：国
指定年月日：1966年 (昭和41年) 3月3日
- 雷山神社の公孫樹（らいざんじんじゃのいちょう）

対象：員数1本。樹齢900年以上のイチョウ。樹高37.2m、胸高周囲7.2m、
指定主体：県 (県天第38号)
指定年月日：1960年 (昭和35年) 4月12日
- 萬龍楓（ばんりゅうかえで）

対象：員数3本 (うち2本は切り株)。「萬龍」とは白糸の滝を昇る龍に見える枝ぶりから付いた名前。滝の上に1本が健在だが強風などで滝の前面の2株は倒れた。
指定主体：県 (県天第39号)
指定年月日：1960年 (昭和35年) 4月12日
- 雷山の観音杉（らいざんのかんのんすぎ）

対象：員数2本。樹齢900年以上のスギ、どちらも樹高30m超、胸高周囲6m超。
指定主体：県 (県天第40号)
指定年月日：1960年 (昭和35年) 4月12日
- 六所神社の樟（ろくしょじんじゃのくすのき）

対象：員数2本。クスノキの巨樹
指定主体：県 (県天第41号)
指定年月日：1960年 (昭和35年) 4月12日
- 大悲王院のビャクシン（だいひおういんのびゃくしん）

対象：員数1本 (株元から2本に分岐)。樹高5m、胸高周囲2m。
指定主体：県 (県天第49号)
指定年月日：1961年 (昭和36年) 1月14日
- 大悲王院の楓（だいひおういんのかえで）

対象：員数3本。ともに樹齢300年超とされる。胸高周囲2.3m超。
指定主体：県 (県天第50号)
指定年月日：1961年 (昭和36年) 1月14日
- 泉川のハマボウ群落（いずみかわのはまぼうぐんらく）

対象：ハマボウの730株超の群落。北部九州最大級の面積6,095.474m2。絶滅危惧II類（VU）
指定主体：県
指定年月日：2016年 (平成28年) 3月25日
- 姉子の浜・鳴き砂（あねごのはま・なきすな）

対象：九州で希少な鳴き砂
指定主体：市 (二丈町指文第4号)
指定年月日：1998年 (平成10年) 7月27日

### 名勝
- 桜井二見ヶ浦（さくらいふたみがうら）[15]

対象：海岸線と沖合い約150mの夫婦岩は桜井神社の社地として尊ばれた。夕日の名所。通称「二見ヶ浦」。
指定主体：県 (県名第5号)
指定年月日：1968年 (昭和43年) 2月3日
- 白糸の滝（しらいとのたき）[15]

対象：高さ24m、最大幅約14m
指定主体：県 (県名第4号)
指定年月日：1960年 (昭和35年) 3月19日
- 油比の殿川（ゆびのとのかわ）[15]

対象：員数1カ所。湧水を生活用水として利用してきた井戸。
指定主体：市
指定年月日：1994年 (平成6年) 12月27日
- 泊産安の井戸（とまりさんやすのいど）[15]

対象：員数1カ所。出産に良いと伝わる井戸で、別名「金水」。
指定主体：市
指定年月日：2004年 (平成16年) 6月30日

### 文化財
- 桜井神社（さくらいじんじゃ）[16]

対象：本殿・拝殿・楼門 (A)、石橋 (B)
指定主体：県
指定年月日：1977年 (昭和52年) (A)、追加 2003年 (平成15年) (B)

### 施設

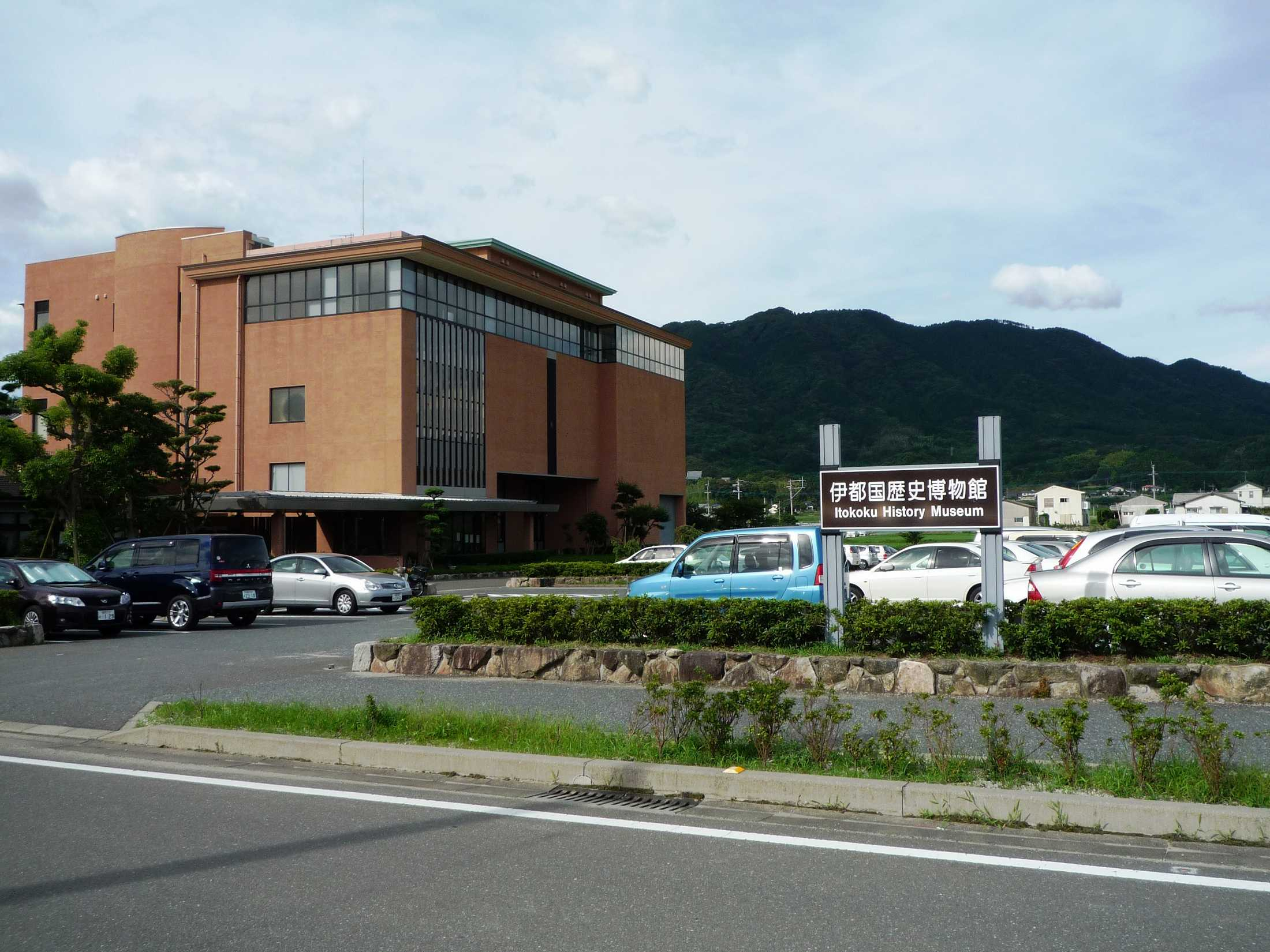
伊都国歴史博物館

- 伊都国歴史博物館
- 志摩歴史資料館
- 伊都文化会館
- 糸島市立図書館
- 二丈温泉 きららの湯
- まむしの湯
- フォレストアドベンチャー・糸島

### 祭事・催事
- 追儺祭（1月）
- 浮嶽つつじ祭り（4月）
- Kトラフィーバー（6月）

サンセットライブ

- いとしま海の祭典 芥屋の大門納涼花火大会（7月）
- 糸島カレーフェスティバル（8月）
- サンセットライブ（8月末～9月）
- KBCオーガスタゴルフトーナメント（8月末～9月）
- 糸島クラフトフェス・糸フェス（9月）
- 糸島グルメグランプリ（10月）
- 糸島市民まつり（加布里漁港花火大会）(10月)
- 糸島ビーチフェスティバル（11月）
- サーファーガール サーフィンコンテスト（11月）
- ふいご大祭（12月）

## 出身人物
★は故人
- 一岡竜司 -元プロ野球選手・広島東洋カープ
- 今田萌 - 女優、タレント、元アイドル（LinQ）
- 上田百寧 - 陸上競技選手（やり投）
- 上原あさみ - 芸能プロデューサー・実業家、元アイドル（LinQ）
- 浦和重 - ボート選手・2004年アテネオリンピック出場
- 大原梓 - 女優
- 岡部平太 - スポーツ指導者★
- 川須栄彦 - JRA騎手
- 久家英和 - 映像作家、デザイナー、元プロBMX選手
- 久世卓矢 - ナレーター、タレント
- 篠田麻里子 - タレント・モデル、元AKB48
- 白仁田寛和 - 元プロ野球選手（阪神→オリックス）
- 須田邦裕 - 俳優
- 玉輝山正則 - 元大相撲力士
- 栃乃藤達之 - 若者頭・元大相撲力士
- 豊嶋亮太 - プロボクサー、元キックボクサー
- Nakanoまる - シンガーソングライター
- 西﨑聡 - 元プロ野球選手（ヤクルト）
- 西﨑伸洋 - 元プロ野球選手（横浜）
- 野田昇吾 - 元プロ野球選手（西武）、競艇選手
- 波佐間崇晃 - サガテレビアナウンサー
- 馬場菊太郎 - 後鰓類学者★
- 林咲希 - バスケットボール選手（JX-ENEOSサンフラワーズ）
- 柳川明 - モーターサイクル・ロードレースライダー
- 山内惠介 - 演歌歌手
- 山崎元幹 - 南満州鉄道最後の総裁★
- 山田紗暉 - 元プロボクサー、生まれは飯塚市
- 山田真子 - キックボクサー、元プロボクサー、山田紗暉の妹

## 糸島市が舞台・ロケ地となった作品
映画
- ここに、幸あり（けんもち聡監督、2003年）糸島市姫島出身の須田邦裕が出演
- 館橋ノンキー（野上鉄晃監督、2011年）
- Sea of Love～いとしまに魅せられて（伊集院晃生監督、2013年）
- 連続ドラマ「いと」(小田憲和・定宗賢光監督、2013年)
- 私の叔父さん（細野辰興監督、2015年）出演：高橋克典

テレビドラマ
- タクシードライバーの推理日誌30（2012年、テレビ朝日系）
- 連続テレビ小説 おむすび（2024年、NHK総合）

小説
- 東直子「いとの森の家」（ポプラ社）
福岡発地域ドラマとしてドラマ化（2015年、NHK福岡）

漫画
- 藍「ミリオンドール」（ウェブコミック、コミックスマート）2015年アニメ化。作中アイドル「イトリオ」の出身地として描かれる

楽曲
- アンジュルム「糸島Distance」2016年リリース。糸島の他にも福岡に実在する地名が登場する

## 市外局番
糸島市の所属する前原MAは、隣接する福岡MA（福岡市及び春日市、太宰府市など周辺地域）と同じ092であるがMAが異なる為、通話は県内市外（隣接）扱い（NTT西日本利用で全国一律9.35円/3分間）となる。但し、特例で福岡MAと通話する際に市外局番 (092) は不要となっている。